# Walter Sawall
Walter Sawall (ur. 18 lipca 1899 w Morgenroth – zm. 31 stycznia 1953 w Trewirze) – niemiecki kolarz torowy, czterokrotny medalista mistrzostw świata.

## Kariera
Pierwszy sukces w karierze Walter Sawall osiągnął w 1927 roku, kiedy zdobył brązowy medal w wyścigu ze startu zatrzymanego zawodowców podczas mistrzostw świata w Kolonii. W zawodach tych wyprzedzili go jedynie Victor Linart z Belgii oraz kolejny niemiecki kolarz - Paul Krewer. W tej samej konkurencji Sawall zdobył jeszcze trzy medale: złote na mistrzostwach świata w Budapeszcie (1917) i mistrzostwach świata w Kopenhadze (1931) oraz srebrny podczas mistrzostw świata w Rzymie (1932), gdzie uległ jedynie Georges'owi Paillardowi z Francji. Ponadto wielokrotnie zdobywał medale torowych mistrzostw kraju, w tym trzy złote. Nigdy nie wystąpił na igrzyskach olimpijskich.